# Standlake
Standlake è un villaggio e una parrocchia civile a circa 8 km a sud-est di Witney e 11 km a ovest di Oxford, in Inghilterra, nel distretto del West Oxfordshire. La parrocchia comprende la frazione di Brighthampton. Il censimento del 2011 ha registrato una popolazione di 1.497 persone.
Il fiume Windrush scorre oltre il villaggio e con il suo affluente Medley Brook forma gran parte del confine orientale della parrocchia. Il confine occidentale è stato soggetto a cambiamenti e controversie nei secoli passati. Ora segue Brighthampton Cut, un drenaggio di terra artificiale scavato nel XIX secolo. Il Windrush si unisce al Tamigi a Newbridge, poco più di 1,6 km a sud.

## Archeologia
Asce paleolitiche sono state trovate a ovest del villaggio di Standlake ed a nord-est di Brighthampton. Attrezzi neolitici sono stati trovati a nord del villaggio di Standlake. Sono state rinvenute urne funerarie della tarda età del bronzo nei fossati ad anello a nord di Brighthampton sopra Standlake Downs. Prove di un vasto insediamento dell'età del ferro con capanne rotonde e pozzi di stoccaggio sono state trovate vicino al sito dell'età del bronzo. Siti sono stati trovati a nord e nord-est del villaggio di Standlake dove c'erano insediamenti romani dalla metà del I secolo d.C. fino alla fine del II secolo d.C. C'era un insediamento romano anche a ovest del villaggio di Standlake.
Una grande sepoltura pagana del V e VI secolo d.C. è stata trovata a sud della Malthouse Farm a Brighthampton. Sepolture del VII secolo sono state trovate nel cimitero dell'Età del Bronzo su Standlake Downs. Brighthampton fu registrato per la prima volta nel 984 d.C. nell'era sassone, quando faceva parte del maniero reale di Bampton.

## La proprietà feudale
Il toponimo di Standlake deriva dall'inglese antico per "fiume di pietra". Standlake emerse come un insediamento separato a metà del XII secolo.
Il Domesday Book riporta che nel 1086 William FitzOsbern, I conte di Hereford, fu il sovrano feudale di un maniero di sei hide a Brighthampton. Tuttavia si ritiene che questo sia il maniero che in seguito divenne noto come Standlake. Nel 1242 Baldwin de Redvers, il III conte di Devon era il grande feudatario di Standlake. Quando il suo erede Richard de Redvers, IV Conte di Devon, morì nel 1193, Standlake passò alla Corona. Nel 1355-1356 Edoardo III concesse Standlake a sua figlia Isabella de Coucy. Dopo la sua morte Riccardo II concesse Standlake a William Montacute, II conte di Salisbury. Standlake apparteneva a Giovanni Plantageneto, I duca di Lancaster nel 1388 e fu registrato come parte del Ducato di Lancaster fin dall'inizio del XVI secolo.
Nel 1086 il feudatario di FitzOsbern era Anchetil de Greye, che deteneva anche Rotherfield Grays nel South Oxfordshire. Il feudo rimase con i de Greye fino al 1192, quando John de Greye morì senza un erede maschio e la sua proprietà di Standlake passò a sua figlia Eva. Il marito di Eva, Ralph Murdac, prese parte a una ribellione per la quale fu privato delle sue proprietà terriere nel 1194, ma dopo la morte di Ralph, Riccardo I riassegnò Standlake ad Eva. Quando Eva morì nel 1242 il possesso del maniero fu diviso in quarti, che non furono riuniti fino al XVI secolo.
La parte principale del Maniero di Standlake è una casa a graticcio costruita nel XV secolo. Una ciminiera e un camino in pietra con decorazioni araldiche furono inseriti intorno al 1600. La campata occidentale della casa medievale fu demolita in qualche periodo e sopravvivono solo le campate centrale e orientale. Un'estensione in pietra fu aggiunta alla dimora nel 1889.

## Chiese

### Chiese d'Inghilterra
La chiesa parrocchiale di Saint Giles della Chiesa d'Inghilterra risale all'ultima parte del XII secolo. Fu ampliata tra il XIII e il XIV secolo e subì ulteriori modifiche nel 1500 circa. L'architetto neogotico C.C. Rolfe restaurò l'edificio tra il 1880 e il 1891 e la guglia fu restaurata nel 1911. La torre ovest ha un anello di sei campane.
La fascia centrale della Canonica di St Giles risale almeno al 1246 e comprende una finestra a lancia del 1300 circa. La fascia nord fu aggiunta alla fine del XV secolo e una piccola ala sud fu aggiunta nel 1661. Ulteriori modifiche e aggiunte furono fatte nel il XVIII e XIX secolo e annessi fatiscenti tra cui Il granaio delle decime della parrocchia furono demoliti. Nel 1980 la canonica fu venduta come casa privata e nel 1981 i nuovi proprietari scoprirono dipinti murali dei primi del XVII secolo in una stanza al piano superiore sopra la sala.
Nel XV secolo Standlake aveva un eremo. Dopo la Riforma inglese divenne un cottage e fu assorbito dalla Magione principale. L'edificio esisteva ancora nel 1659 e potrebbe essere stato incorporato in edifici successivi, ma in tal caso fu demolito quando la casa padronale fu ampliata nel 1889.

### Battista
Alcune famiglie di protestanti dissidenti furono registrate nella parrocchia nell'ultima parte del XVII secolo e nel XVIII secolo diverse famiglie locali erano anabattiste che frequentavano una cappella a Cote. Una cappella battista fu costruita tra Brighthampton e Standlake nel 1832, fiorì negli anni 1840 e 50 e fu aggiunta una galleria per aumentare la capacità nel 1865. Nel XX secolo le cadute di frequenza portarono alla sospensione dei servizi nel 1937, ma furono ripresi nel 1951. La cappella fu infine chiusa nel 1978 e nel 1994 serviva da ufficio di una società missionaria. Ora è una casa privata.

### Metodista
Una cappella metodista primitiva fu costruita nel 1864-1865 e divenne una cappella metodista nel 1932. Le funzioni domenicali cessarono nel 1970 ma la cappella chiuse e fu venduta.

## Le case storiche
La Gaunt House, una casa con fossato a 800 m a est del villaggio di Standlake attraverso il fiume Windrush, esisteva nell'ultima parte del XV secolo. Prende il nome dalla famiglia che la possedeva fino al 1516. Nella guerra civile inglese appartenne a Samuel Fell, decano della cattedrale della Christ Church di Oxford e fu presidiata dalle truppe realiste fino a quando il Colonnello Parlamentare Thomas Rainsborough la assediò e la catturò nel maggio 1645. Successivamente fu presidiata da truppe parlamentari, tra cui la cavalleria che fece irruzione a Kidlington nell'ottobre 1645 e la fanteria che combatté a Radcot nell'aprile 1646. Dopo la morte di Samuel Fell nel 1649 la Gaunt House passò prima alla vedova Margaret e poi a suo figlio John Fell, che fu Vescovo di Oxford dal 1676. Alla sua morte nel 1686 John Fell lasciò la Gaunt House alla Christ Church di Oxford per provvedere a un reddito per pagare borse di studio agli studenti poveri. Rimase della Christ Church fino a quando non fu venduta nel 1955. La Gaunt House era originariamente con cornice in legno ma rimane solo una parte della struttura originale: tutto il resto è stato sostituito con la pietra dalla prima parte del XVII secolo.
Il Lincoln Cottage, vicino alla chiesa di St. Giles, è un edificio con struttura in legno risalente al 1500 circa.
Anche la Lincoln Farm House, prima Tyrlings, è un edificio tardo medievale con cornice in legno. Aveva una ciminiera inserita intorno al 1564 e una seconda ala costruita in pietra, aggiunta prima della fine del XVI secolo. Un tempo il suo inquilino era Walter Bayley, che era medico di Elisabetta I e dal 1561 al 1582 fu Regius Professor di fisica all'Università di Oxford.
Cheswell Cottage era originariamente chiamato Bodens. Si tratta di una casetta di paglia con cornice in legno risalente al 1550 circa, con successive aggiunte in pietra del XVII e XX secolo. Per alcune parti del XVII e XVIII secolo era di proprietà del Lincoln College di Oxford.

## Storia economica

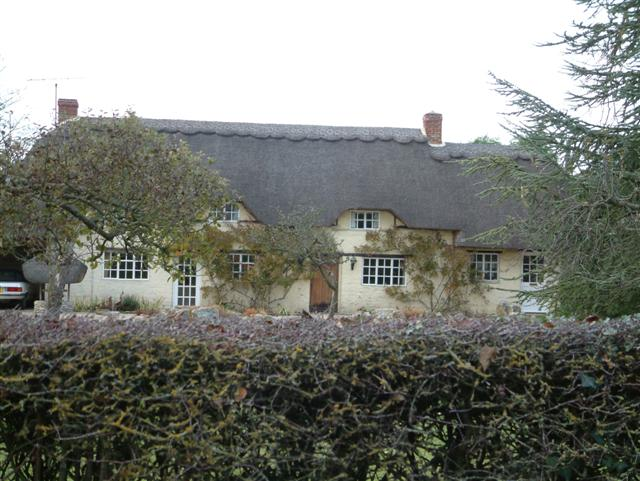
Un cottage con il tetto di paglia a Standlake

Il Domesday Book nel 1086 registrò un mulino ad acqua nella tenuta de Grey. Nel XIII secolo la parrocchia aveva cinque mulini sul fiume Windrush, di cui due erano mulini di follatura coinvolti nel commercio di lana nell'Oxfordshire occidentale. La tessitura era un'industria artigianale nella parrocchia fino alla metà del XVIII secolo.
Gaunt Mill, circa 370 metri a sud-ovest di Gaunt House, era il "nuovo mulino" nella prima parte del XIII secolo. Era un doppio mulino con una parte per il mais e l'altra per la follatura. Dalla prima parte del XVII secolo era puramente un mulino per il mais o i cereali. Il Magdalen College di Oxford acquisì la partecipazione in Gaunt Mill nel 1483 e nel 1538 e acquistò il mulino nel 1617. Nel 1883 il mulino era in pessime condizioni di manutenzione e nel 1928 veniva usato solo occasionalmente. Il Magdalen College vendette il mulino nel 1920 e fu convertito ad uso privato negli anni '40 e '50.
Church Mill, circa 230 metri a monte della chiesa di St. Giles, esisteva nel 1279. Potrebbe essere sempre stato un mulino per il mais e nel XVIII e XIX secolo aveva un forno. Nel 1636 il Magdalen College aveva una mezza quota di Church Mill. Il mulino fu dismesso nel 1911 ma fu riparato negli anni '20 e generò elettricità fino al 1968. Durante la seconda guerra mondiale iniziò nuovamente a macinare il mais. Il mulino fu restaurato di nuovo all'inizio degli anni '80 ed era ancora funzionante nel 2006.
Nel 1230 Standlake fu autorizzata a tenere un mercato di tre giorni ogni anno il giorno di St. Giles e nei giorni immediatamente precedenti e successivi (31 agosto - 2 settembre). Nel 1279 il mercato si era ridotto a due giorni e poco dopo sembra essere cessato.
Nell'ultima parte del Medioevo la principale strada nord-sud attraverso la parrocchia era quella tra Witney e Newbridge, che faceva parte della strada principale tra Londra e il Gloucestershire. Dagli anni 1920 il tratto Berinsfield - Abingdon - Witney di questa strada fu classificato come A415. Aston Road, che collega Brighthampton con Cote, fu una ippovia fino al 1629, quando fu trasformata in un'autostrada. Ora fa parte della strada B4449.

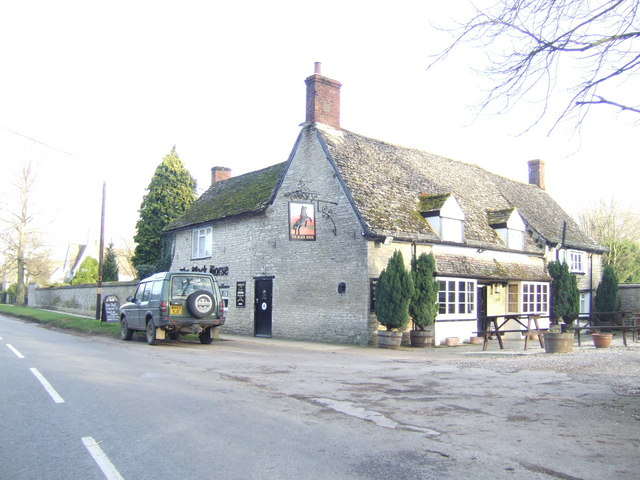
La taverna The Black Horse

All'inizio del XVII secolo Standlake contava tre o quattro locali pubblici, tra cui i Chequers, commercialmente attivi almeno fino al 1781. Nell'ultima parte del XVIII secolo, Standlake aveva tra i sette e gli 11 bar. ''The Black Horse'' è un edificio del XVI secolo che diventò un bar dal 1761 e continua a lavorare anche oggi. Nel 1790 The Bell era stato inaugurato a Rack End, ma nel 1804 si era trasferito in High Street, e una parte dell'edificio è incorniciato in legno, riempito con mattoni a secco, mentre il resto è costruito in pietra di Cotswold. Il Bell è stato chiuso per lavori di ristrutturazione per qualche tempo dopo la vendita del pub da parte di Greene King nel 2008, ma è stato riaperto nell'agosto 2010 come pub gestito da Few Inns. Il 25 settembre 2015 c'è stato un grande incendio al Bell ed rimase chiuso.
Un sistema di allevamento a cielo aperto prevalse nella parrocchia fino al 1853, quando i suoi pascoli liberi furono recintati.

## Storia sociale
Nel 1672 fu fatta una menzione onorevole di una scuola di Standlake e nel 1711 e 1721 furono fatti lasciti per finanziare l'educazione di Standlake. Le lezioni si tenevano nella chiesa di St. Giles fino al 1846, quando un'aula ed una scuola elementare furono costruite su un terreno dato dal Magdalen College. L'edificio fu ampliato nel 1866, 1874 e 1894. Nel 1939 la scuola fu riorganizzata come scuola per ragazzi e bambini e nel 1947 divenne una scuola gestita da volontari. La scuola fu nuovamente ampliata nel 1969 e continua a servire le parrocchie di Standlake e Northmoor.
Standlake aveva una biblioteca a prestito, fondata con il sostegno del Rettore nel 1877, e che continuò a intermittenza fino al XX secolo. Nel 1924 fu sostituita da una nuova biblioteca della scuola del villaggio, che servì il villaggio fino al 1964, quando fu sostituita dal servizio di biblioteca mobile dell'Oxfordshire County Council.
Intorno al 1921 una vecchia caserma fu convertita come primo Municipio di Standlake. Fu sostituito dall'attuale centro comunitario nel 1989. Nel 1954 fu trasformata una seconda caserma come club giovanile. Fu sostituito da un club costruito appositamente nel 1963.
La Longwood House su Abingdon Road fu costruita negli anni '20. La scuola Mulberry Bush per bambini gravemente disturbati è stata fondata qui nel 1948 da Barbara Dockar Drysdale.

## Servizi
Standlake ha un ufficio postale, un grande magazzino, un garage per la riparazione di auto e due campeggi. Ci sono varie piccole e medie imprese sia all'interno del villaggio che in due piccole zone industriali nella parrocchia.
Standlake Arena è un circuito ovale da 400 metri di proprietà locale che ospita corse automobilistiche di serie e macchine antiche per tutto l'anno.
L'Oxford Downs Cricket Club ha la sua sede a Standlake. È membro della Premier Cricket League di The Home Counties e della Cherwell Cricket League.
The Standlake Players è una società teatrale amatoriale. Istituita nell'ottobre 2007 da un gruppo di abitanti del villaggio e altri locali, il gruppo ha tenuto tre produzioni all'anno nel municipio di Standlake su un palcoscenico recentemente rinnovato e modificato.
Standlake è circondata da numerosi laghi artificiali scavati per l'estrazione commerciale di ghiaia. Molti sono ora riforniti di pesce e popolari tra i pescatori; altri sono usati per gli sport acquatici come il windsurf.
Per un periodo della sua infanzia Thom Yorke, cantante della band britannica Radiohead, visse a Standlake e frequentò la scuola elementare di Standlake.
La poetessa e scrittrice Pam Ayres risiedeva in Standlake.
Si dice che David Hasselhoff visitasse spesso Hardwick Park nel pieno della sua fama a metà degli anni novanta. Pare che questo fosse il suo campeggio preferito fuori dalla Germania.